# Smažený sýr
Smažený sýr ou Vyprážaný syr - ambos significando queijo frito - é um prato checo ou eslovaco a base de queijo, amplamente consumido em ambos os países do antigo Estado da Checoslováquia.

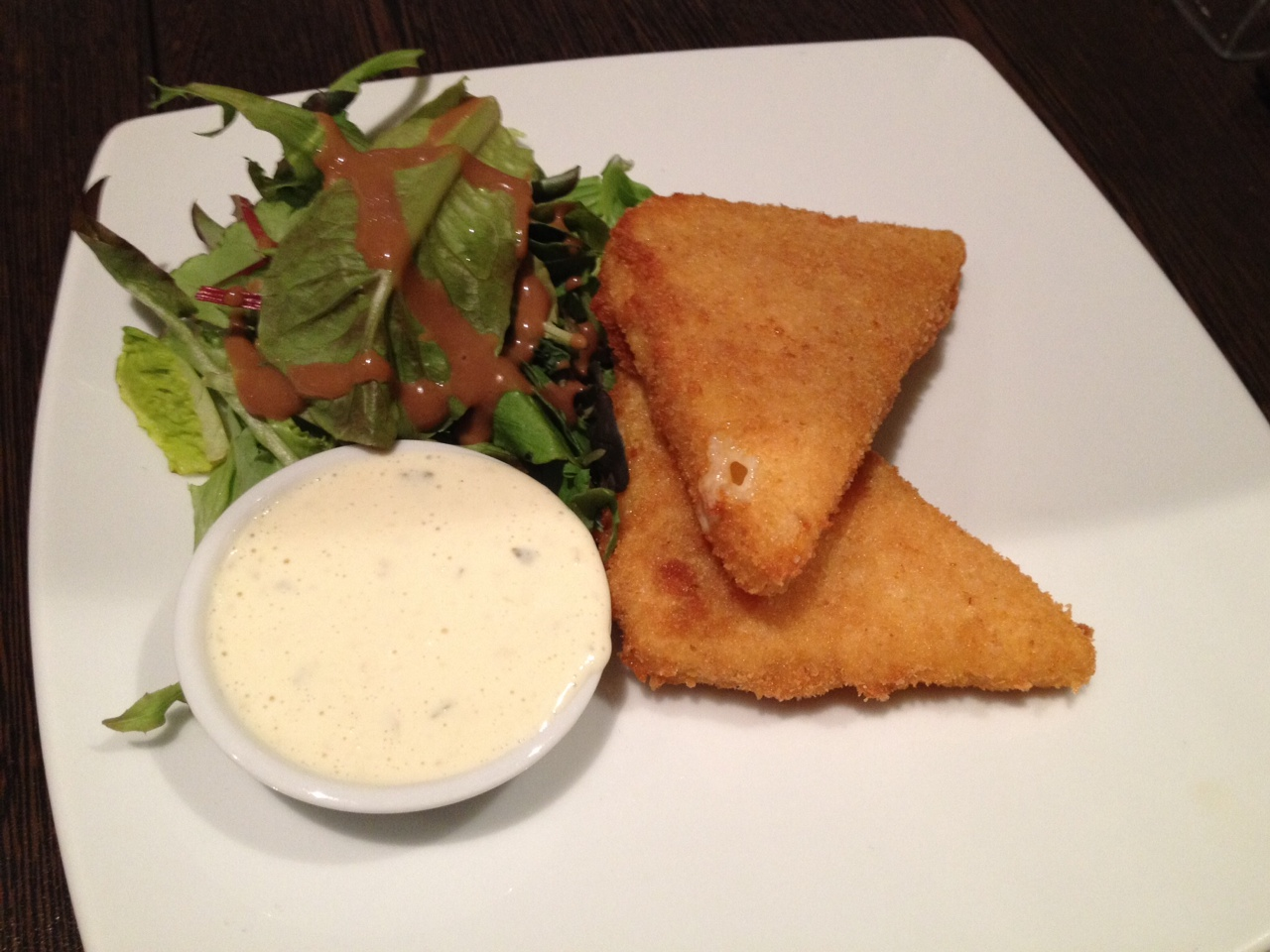
Queijo suíço frito, servido com molho tártaro e salada à parte.

Uma de fatia de queijo (a qual é geralmente de Edam, mas pode ser também de Hermelín ou Niva na República Checa, ou Emmentaler na Eslováquia) de aproximadamente 1,5 cm de espessura é primeiramente panada com trigo, ovo e migalhas de pão e então frita ou em uma frigideira ou em uma fritadeira. É geralmente acompanhado com uma salada à parte, batatas (fritas ou cozidas) e tipicamente, molho tártaro ou maionese. O prato também pode ser preparado com uma fatia fina de presunto inserida entre duas fatias de queijo, e em mercados de fast food checos é geralmente servido no formato de um sanduíche - em algo similar a um hambúrger.